# Округ Џем (Ајдахо)
Џем (енгл. Gem County) је округ у америчкој савезној држави Ајдахо.

## Демографија
По попису из 2010. године број становника је 16.719, што је 1.538 (10,1%) становника више него 2000. године.
| Група             | 2000.          | 2010.          |
| Белци             | 13.762 (90,7%) | 14.898 (89,1%) |
| Афроамериканци    | 11 (0,1%)      | 20 (0,1%)      |
| Азијати           | 54 (0,4%)      | 84 (0,5%)      |
| Хиспаноамериканци | 1.050 (6,9%)   | 1.336 (8,0%)   |
| Укупно            | 15.181         | 16.719         |